# Johan Molin
Johan Max Molin, född 1959, är en svensk företagsledare som är styrelseordförande för verkstadsföretaget Sandvik Aktiebolag sedan 2015.
Han har tidigare arbetat inom Atlas Copco Aktiebolag (1983–2001) och som koncernchef och VD för Nilfisk-Advance (2001–2005) och Assa Abloy AB (2005–2018).
Molin avlade en civilekonomexamen vid Handelshögskolan i Stockholm.

## Utmärkelser
- H.M. Konungens medalj i guld av 12:e storleken i Serafimerordens band (2020) för betydande insatser inom svenskt näringsliv.[4]